# オプトエレクトロニクス
株式会社オプトエレクトロニクスは、埼玉県蕨市に本社を置く、電気機器メーカーである。バーコードリーダーのレーザーエンジン世界2位、国内シェア8割。

## 沿革
- 1976年12月 - 株式会社オプトエレクトロニクス設立。
- 2004年11月 - ジャスダック上場。

## 所在地
- 本社 - 埼玉県蕨市
- 芦別工場（北海道電子工業） - 北海道芦別市

## オプトエレクトロニクス事件

### 概要
オプトエレクトロニクス社は、一旦採用を決め内定を出した者（以下A）に対し、Aに対する悪い「噂」を理由に採用取り消しを行った。これに対しAは以前勤務していた会社を退職後の未払い給与と, 精神的損害に対する慰謝料を求めた裁判を起こした。これに対し東京地方裁判所は原告Aの主張を全面的に認め、オプトエレクトロニクス側に未払給与および慰謝料100万円の支払いを命じた。

### 全体の流れ
オプトエレクトロニクス（以下被告）は2003年5月にAに対して面接を行い、6月に採用を決定し本人に内定を出した。入社予定日は7月1日であった。しかし、被告は、Aの前社での｢悪い噂｣を理由に採用内定を留保、噂に関して前社による釈明書を提出するようAに求めた。この噂はAの前社の社員（以下B）から、被告会社が個人的に聞き出したものであったが、BはAと同一部署で働いた経験はなく、伝聞情報にすぎなかった。Aは前社から噂が全く事実無根であると言う釈明書を得て、それを提出した。また被告も前社に社員を派遣し、前社役員から聞き取り調査を行い、Aに「噂」に該当するような問題は無かったとの証言を得た。にも拘らず内定留保し、「社長がもう一度面接すると言っているので, さらにあなた自身の釈明文書を提出せよ」と命じた。7月3日Aは再面接を受け、その席で社長Aに対し、再びAを雇用する旨約束した。ところが、 被告は同年7月9日になって再びAに対し採用内定を取り消すとの主張を始め、7月10日付けで正式に採用内定を取り消し、本人に通知した｡その後、Aは被告に対し、内定取り消しには合理的理由がなく無効であり、労働契約は成立していたとし約2カ月分の未払い給与と、精神的被害を受けたとして、300万円の慰謝料の支払いを求めた。

### 判決
「悪い噂｣は伝聞にすぎず、被告はその真偽を確かめもしておらず、採用内定取り消しは解約権の濫用だとして、原告の主張を認め、被告に対し、Aに未払給与および慰謝料100万円の支払いを命じた｡